# Cumulina
Cumulina (3 grudnia 1997 – 5 maja 2000) – pierwsza sklonowana mysz, która w pełni się rozwinęła i dożyła wieku dorosłego i jednocześnie pierwsze zwierzę sklonowane z dojrzałych, całkowicie zróżnicowanych, nie kultywowanych wcześniej, somatycznych komórek dorosłego organizmu.
Sklonowano ją używając techniki mikroiniekcji (odmiana metody transferu jąder komórkowych), wynalezionej w grupie Ryuzo Yanagimachi na Uniwersytecie Hawajskim na Mānoa. Cumulina była zwykłą myszą domową o brązowej sierści. Imię nadano jej od nazwy komórek wywodzących się z warstwy ziarnistej, otaczających rozwijający się w jajniku oocyt (ang. cumulus cells). Z komórki właśnie takiego typu pobrano jądro komórkowe, które następnie umieszczono w pozbawionej własnego jądra komórce jajowej. W sumie w ramach eksperymentu wykorzystano 800 komórek jajowych i uzyskano 10 klonów, ale kolejne nie miały już imion, a znane są tylko z nadanego im numeru.
Cumulina dwukrotnie doczekała się miotu, po czym zaniechano dalszego jej rozmnażania.
Mysz zdechła w 2000 roku, w wieku odpowiadającym 95 "ludzkim latom". Zachowane szczątki Cumuliny można oglądać w Institute for Biogenesis Research Laboratory w Honolulu na Hawajach.
Użyta do klonowania Cumuliny technika pozwoliła także na sporządzanie klonów z klonów, a narodziny Cumuliny były ważnym etapem w zastosowaniu klonowania metodą transferu jąder komórkowych w biologii ssaków oraz udowodniły, że zwierzęce klony są w pełni płodne, a ich potomostwo jest zupełnie zdrowe.